# 1457
Cette page concerne l'année 1457  du calendrier julien. Pour l'année 1457 av. J.-C., voir 1457 av. J.-C.
L'année 1457 est une année commune qui commence un samedi.

## Événements

### Asie

#### Dynastie Ming (Chine)
- 11 février[1] : coup d'État en Chine. L'empereur ming Zhengtong reprend le pouvoir à son frère Jingtai qui l'avait placé en résidence surveillée en 1450. Pour son second règne il prend le nom de Tianshun (fin en 1464). Les partisans de son frère sont condamnés officiellement.

#### Époque Sengoku (Japon)
- Grande révolte d'Ezo. Les Aïnous dirigés par Koshamain se révoltent contre les colons japonais[2] et prennent les forts Hanazawa et de Mobetsu[3].

#### Joseon (actuel Corée)
- Sejo, roi actuel de la Dynastie ordonne la mise à mort du précédent roi déchu, qui est aussi son neveu; Danjong. la reine douairière Jeongsun, est déposée.

### Europe

#### Albanie
- 7 septembre : victoire de Georges Castriota, dit Skanderberg, sur les Turcs à Uji Bardhe (Albulena)[4].

#### Écosse
- 6 mars : Première mention du golf dans un décret de Jacques II d'Écosse interdisant ce sport dans tout le pays[5].

#### Empire Ottoman
- Août : échec du sultan ottoman devant Lesbos face à la flotte pontificale[6].
- Hiver 1457-1458 : le sultan ottoman Mehmet II installe sa capitale à Constantinople, le nom d'Istanbul commence à être utilisé (mais celui-ci ne deviendra le nom officiel de la ville qu'en 1930)[7]. Il promulgue le premier code de loi turque, le Kanun-name et jette les fondements de l’organisation de l’empire.

#### Italie

##### République de Venise
- 22 - 25 octobre : le doge de Venise Francesco Foscari, âgé de 84 ans, est déposé par la Zonta pour cause de décrépitude avancée, une semaine avant sa mort[8].
- 30 octobre : Pasqual Malipiero est élu doge de Venise[8].

#### Principauté de Moldavie
- 12 avril : Étienne III le Grand (Ştefan cel Mare) devient hospodar de Moldavie (fin le 2 juillet 1504)[9]. Il s’empare du trône de Moldavie avec l’aide de Vlad l’Empaleur. Pierre III Aron, vaincu (12 avril), s’enfuit à Kamenec Podolski, en Podolie. Étienne lance des raids contre la Pocoutie et la Podolie pour tenter de le capturer. Il résiste héroïquement mais sans succès aux Turcs. Il refuse de payer le tribut.

#### Principauté de Valachie
- Printemps : Vlad l’Empaleur, qui a pris parti pour le clan Hunyadi dans la guerre civile qui les oppose au roi de Hongrie, incendie Sibiu, en Transylvanie et reprend son fief de l’Almaş[10]. Puis il marche sur Brașov où s’est réfugié un prétendant au trône valaque, Dan.
- 1er décembre : Vlad Tepes confirme leurs privilèges commerciaux aux bourgeois de Brașov et obtient la réciproque pour les marchands valaques[11].

#### Royaume d'Angleterre
- 28 août : pillage de Sandwich. Les marins de Honfleur, conduit par Pierre de Brézé, ravagent par des actes de piraterie les côtes anglaises[12].

#### Royaume de Croatie (Hongrie)
- 16 mars : exécution de László Hunyadi[13].
  - Guerre civile entre les Hunyadi appuyés par des nobles roumains de Transylvanie et du Banat et les magnats partisans du roi Ladislav le Posthume, alliés aux Saxons et aux Szeklers. Après la mort de Ladislas le 23 novembre, une trêve est signée pour deux mois à Sighişoara (23 novembre-2 février 1458).

#### Royaume de France
- Avril : les États Généraux du Languedoc tiennent séance pour la première fois à Pézenas[14]. La ville les accueille ensuite régulièrement et devient la résidence des gouverneurs du Languedoc.

#### Royaume de Portugal
- Lancement du cruzado au Portugal[15].

#### Saint-Empire romain germanique
- 13 mars : diète de Francfort[16]. À Nuremberg (30 novembre 1456) et à Francfort, les électeurs protestent contre la mauvaise administration de Frédéric III[17].

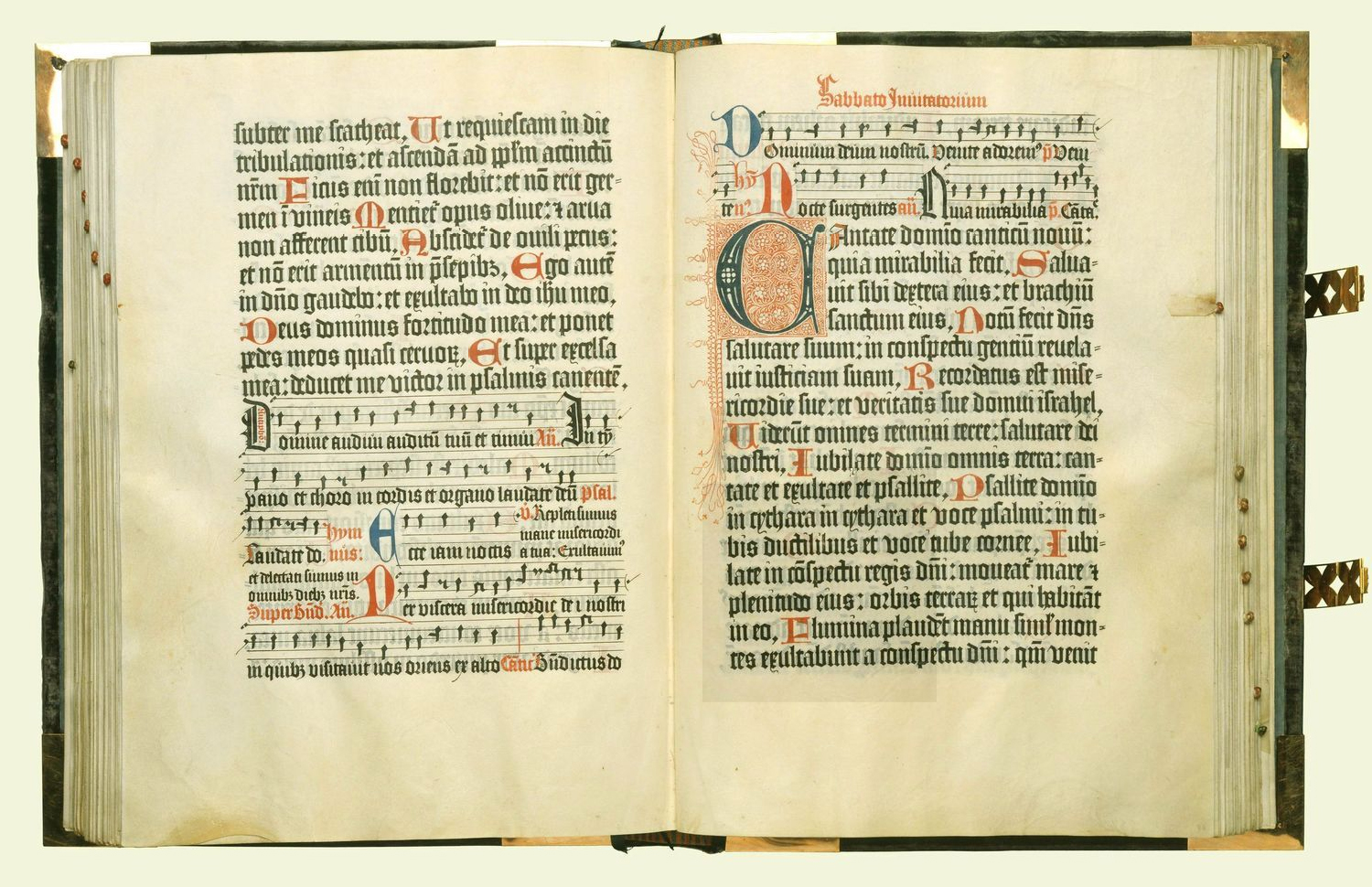
14 août : Psautier de Mayence

- 14 août : publication du psautier de Mayence par Peter Schöffer et Johannes Fust[18].
- 21 septembre : fondation de l'université Albert-Ludwigs de Fribourg-en-Brisgau par l'archiduc Albert VI d'Autriche[19].
- 23 novembre : Frédéric III hérite de la Basse-Autriche et son frère Albert VI de la Haute-Autriche à la mort de Ladislav, dernier représentant de la branche albertine des Habsbourg[20].

#### Union de Kalmar
- 29 juin : Christian Ier de Danemark, élu roi de Suède, est couronné à Uppsala (fin de règne en 1471)[21]. L’union de Kalmar est formellement rétablie. Karl Knutsson, vaincu, se réfugie à Dantzig.

## Naissances en 1457

### Janvier
- 18 janvier: Antonio Trivulzio, seniore, cardinal italien († 1508)
- 28 janvier: Henri VII d'Angleterre, roi d'Angleterre († 1509)

### Février
- 2 février: Pierre Martyr d'Anghiera, historien et diplomate italo-espagnol († 1526)
- 13 février : Marie de Bourgogne, unique héritière de Charles le Téméraire ( † 1482)

### Août
- 20 août: Seongjong, neuvième roi de Joseon († 1494)

### Septembre
- 7 septembre: Stéphanie de Quinzani, tertiaire dominicaine italienne († 1530)
- 21 septembre: Edwige Jagellon, princesse polonaise et Duchesse de Bavière († 1502)

### Novembre
- 16 novembre: Béatrice de Naples, reine de Hongrie dû à son mariage avec Matthias Corvin († 1508)

### Décembre
- 19 décembre : Marie d'Orléans, fille de Charles d'Orléans et de Marie de Clèves († 1493)

### Naissance probable
- Diogo Ortiz de Vilhegas, évêque et théologien portugais, chargé de l'éducation de Jean III de Portugal († 1519)
- Filippino Lippi, peintre italien († 1504)
- George Neville, 1er duc de Bedford († 1483)
- Hugo von Hohenlandenberg, prince-évêque de Constance († 1532)
- Idris-i Bidlisi, historien, poète, calligraphe, traducteur, administrateur et chef militaire d'origine kurde au service de la principauté des Aq Qoyunlu puis de l'Empire ottoman († 1520).
- Jacob Obrecht, compositeur flamands († 1505)
- Jean Bourdichon, peintre et enlumineur de la cour de France et peintre en titre de quatre rois de France († 1520 / 1521) (°1456 possible)
- Johannes Aesticampianus, théologien et humaniste germanique († 1520)
- Simone del Pollaiolo, architecte, sculpteur et dessinateur italien († 1508)
- Thomas West (8e baron De La Warr), baron et militaire anglais durant le règne d'Henri VII et d'Henri VIII († 1525)

## Décès en 1457

### Janvier
- 25 janvier: Henri IV de Rosnberg, capitaine de la Silésie (°1427)

### Mars
- 12 mars: Jacques Jouvenel des Ursins, ecclésiastique et diplomate français (°1410)
- 14 mars: Jingtai, septième empereur de la Dynastie Ming (°1428)
- 16 mars: Ladislas Hunyadi, homme politique hongrois (°1433)

### Avril
- 17 avril: Wartislav IX, duc de Poméranie-Wolgast (°1400)
- 27 avril: Johann Bere, conseiller municipal de Lübeck

### Mai
- 22 mai : Rita de Cascia, sainte italienne (°1381)
- 24 mai: Basinio Basini, poète, écrivain et humaniste italien (°1425)
- 29 mai: Johann Schleeter, évêque auxiliaire de Cologne

### Juin
- 10 juin: Franz Kuhschmalz, prince-évêque d'Ermeland

### Juillet
- 29 juillet: Francesco di Stefano Pesellino, peintre italien (°1422)
- 31 juillet:  Bohuslaus von Zwole, évêque d'Olomouc
- Catalan de Monaco, souverain de Monaco (°1422)

### Août
- 1er août: Goharshad, femme noble persane et épouse de Shah Rukh, empereur de la dynastie timouride (°1378)
  - Laurentius Valla, humaniste italien et traducteur des œuvres des anciens et auteur de nombreux ouvrages en latin (°1405).
- 19 août: Andrea del Castagno, peintre italien (°1419)

### Septembre
- 2 septembre: Uigyeong, fils ainé du roi Sejo et prince héritier (°1438)
- 12 septembre: Gabriele Sforza, archevêque italien (°1423)
- 14 septembre: Comtesse palatine Marguerite de Mosbach (°1432)
- 22 septembre : Pierre II de Bretagne, duc de Bretagne (°1418)
- 30 septembre: Bruno Warendorp, conseiller et maire de la ville de Lübeck.

### Octobre
- 7 octobre: Jean de Coimbra, noble portugais (°1431)
- 24 octobre: Marguerite de Bade, princesse de Brandebourg (°1431)

### Novembre
- 1er novembre: Francesco Foscari, 65e Doge de Venise (°1373)
- 3 novembre: Ludwig II, comte de Wurtemberg (°1439)
- 23 novembre : Ladislas Ier de Bohême, archiduc d'Autriche, roi de Bohême et roi de Hongrie (°1440)
- Bartolomé Facio: humaniste, historien, écrivain et astrologue italien (°1400)

### Décembre
- 24 décembre: Danjong, 6e empereur de Joseon (°1441)

### Mort probable
- Abul-Qasim Babur Mirza, souverain de la province de Khorassan (°1422)
- Andreas Fugger, marchand allemand (°1394)
- Bartolomeu Perestrelo, explorateur portugais (°1395 ou 1400)
- Bernat de Pau, évêque de Gérone (°1394)
- Bernhard Berlin, maire de Heilbronn